# Fairview (Oregon)
Fairview é uma cidade localizada no estado norte-americano de Oregon, no Condado de Multnomah.

## Demografia
Segundo o censo norte-americano de 2000, a sua população era de 7561 habitantes.
Em 2006, foi estimada uma população de 9462, um aumento de 1901 (25.1%).

## Geografia
De acordo com o United States Census Bureau tem uma área de
9,0 km², dos quais 8,3 km² cobertos por terra e 0,7 km² cobertos por água.

## Localidades na vizinhança
O diagrama seguinte representa as localidades num raio de 8 km ao redor de Fairview.